# Kapsztad (stacja kolejowa)
Kapsztad – stacja kolejowa w Kapsztadzie, w prowincji Przylądkowej, w Republice Południowej Afryki. Stacja posiada 8 peronów.